# Mero (Rapper)/Diskografie
Diese Diskografie ist eine Übersicht über die musikalischen Werke des deutschen Rappers Mero. Den Schallplattenauszeichnungen zufolge verkaufte er bisher mehr als 2,2 Millionen Tonträger. Seine erfolgreichste Veröffentlichung ist die Single Baller los mit über 440.000 verkauften Einheiten. In Deutschland zählt er mit seinen sechs Nummer-eins-Hits, die er auch alle selbst schrieb, zu den erfolgreichsten Autoren und Interpreten der Chartgeschichte.

## Alben

### Studioalben
| Jahr | Titel Musiklabel                         | Höchstplatzierung, Gesamtwochen, AuszeichnungChartplatzierungen (Jahr, Titel, Musiklabel, Platzierungen, Wochen, Auszeichnungen, Anmerkungen) | Höchstplatzierung, Gesamtwochen, AuszeichnungChartplatzierungen (Jahr, Titel, Musiklabel, Platzierungen, Wochen, Auszeichnungen, Anmerkungen) | Höchstplatzierung, Gesamtwochen, AuszeichnungChartplatzierungen (Jahr, Titel, Musiklabel, Platzierungen, Wochen, Auszeichnungen, Anmerkungen) | Anmerkungen                              |
| Jahr | Titel Musiklabel                         | DE | AT | CH | Anmerkungen                              |
| ---- | ---------------------------------------- | --- | --- | --- | ---------------------------------------- |
| 2019 | Ya Hero Ya Mero Groove Attack TraX (GAT) | DE1 (24 Wo.)DE | AT1 (20 Wo.)AT | CH1 (13 Wo.)CH | Erstveröffentlichung: 15. März 2019      |
| 2019 | Unikat Groove Attack TraX (GAT)          | DE4 (6 Wo.)DE | AT6 (4 Wo.)AT | CH14 (4 Wo.)CH | Erstveröffentlichung: 27. September 2019 |
| 2020 | Seele Groove Attack TraX (GAT)           | DE14 (3 Wo.)DE | AT29 (1 Wo.)AT | CH24 (2 Wo.)CH | Erstveröffentlichung: 4. Dezember 2020   |
| 2024 | Renaissance Pentagon Records (Urban)     | DE7 (4 Wo.)DE | AT50 (1 Wo.)AT | CH28 (2 Wo.)CH | Erstveröffentlichung: 10. Oktober 2024   |

### EPs
| Jahr | Titel Musiklabel                     | Höchstplatzierung, Gesamtwochen, AuszeichnungChartplatzierungen (Jahr, Titel, Musiklabel, Platzierungen, Wochen, Auszeichnungen, Anmerkungen) | Höchstplatzierung, Gesamtwochen, AuszeichnungChartplatzierungen (Jahr, Titel, Musiklabel, Platzierungen, Wochen, Auszeichnungen, Anmerkungen) | Höchstplatzierung, Gesamtwochen, AuszeichnungChartplatzierungen (Jahr, Titel, Musiklabel, Platzierungen, Wochen, Auszeichnungen, Anmerkungen) | Anmerkungen                         |
| Jahr | Titel Musiklabel                     | DE | AT | CH | Anmerkungen                         |
| ---- | ------------------------------------ | --- | --- | --- | ----------------------------------- |
| 2023 | Hidden Loc. Pentagon Records (Urban) | DE49 (1 Wo.)DE | — | CH51 (1 Wo.)CH | Erstveröffentlichung: 20. Juli 2023 |

## Singles

### Als Leadmusiker
| Jahr | Titel Album                        | Höchstplatzierung, Gesamtwochen, AuszeichnungChartplatzierungen (Jahr, Titel, Album, Platzierungen, Wochen, Auszeichnungen, Anmerkungen) | Höchstplatzierung, Gesamtwochen, AuszeichnungChartplatzierungen (Jahr, Titel, Album, Platzierungen, Wochen, Auszeichnungen, Anmerkungen) | Höchstplatzierung, Gesamtwochen, AuszeichnungChartplatzierungen (Jahr, Titel, Album, Platzierungen, Wochen, Auszeichnungen, Anmerkungen) | Anmerkungen                                                                    |
| Jahr | Titel Album                        | DE | AT | CH | Anmerkungen                                                                    |
| --- | ---------------------------------- | --- | --- | --- | ------------------------------------------------------------------------------ |
| 2018 | Baller los Ya Hero Ya Mero         | DE1 Platin · (23 Wo.)DE | AT1 Platin · (16 Wo.)AT | CH3 Gold · (19 Wo.)CH | Erstveröffentlichung: 23. November 2018 Verkäufe: + 440.000                    |
| 2019 | Hobby Hobby Ya Hero Ya Mero        | DE1 Gold · (14 Wo.)DE | AT1 Gold · (11 Wo.)AT | CH2 (8 Wo.)CH | Erstveröffentlichung: 17. Januar 2019 Verkäufe: + 215.000                      |
| 2019 | Wolke 10 Ya Hero Ya Mero           | DE1 Platin · (19 Wo.)DE | AT1 Platin · (12 Wo.)AT | CH2 (10 Wo.)CH | Erstveröffentlichung: 7. März 2019 Verkäufe: + 430.000                         |
| 2019 | Malediven Unikat                   | DE7 (4 Wo.)DE | AT9 (3 Wo.)AT | CH13 (3 Wo.)CH | Erstveröffentlichung: 31. Mai 2019                                             |
| 2019 | Olabilir Unikat                    | DE6 (5 Wo.)DE | AT8 (3 Wo.)AT | CH14 (3 Wo.)CH | Erstveröffentlichung: 14. Juni 2019                                            |
| 2019 | Mein Kopf Unikat                   | DE11 (3 Wo.)DE | AT17 (2 Wo.)AT | CH28 (2 Wo.)CH | Erstveröffentlichung: 26. Juli 2019                                            |
| 2019 | Olé Olé Unikat                     | DE13 (4 Wo.)DE | AT25 (2 Wo.)AT | CH32 (2 Wo.)CH | Erstveröffentlichung: 9. August 2019 feat. Brado                               |
| 2019 | No Name Unikat                     | DE17 (3 Wo.)DE | AT33 (1 Wo.)AT | CH42 (1 Wo.)CH | Erstveröffentlichung: 23. August 2019                                          |
| 2019 | Meine Hand Unikat                  | DE18 (2 Wo.)DE | AT36 (1 Wo.)AT | CH50 (1 Wo.)CH | Erstveröffentlichung: 20. September 2019                                       |
| 2020 | Bogota Seele                       | DE13 (3 Wo.)DE | AT17 (2 Wo.)AT | CH29 (2 Wo.)CH | Erstveröffentlichung: 29. Mai 2020                                             |
| 2020 | Ohne dich Seele                    | DE21 (2 Wo.)DE | AT36 (1 Wo.)AT | CH44 (1 Wo.)CH | Erstveröffentlichung: 26. Juni 2020                                            |
| 2020 | Perspektive Seele                  | DE17 (2 Wo.)DE | AT36 (1 Wo.)AT | CH36 (1 Wo.)CH | Erstveröffentlichung: 14. August 2020                                          |
| 2020 | Désolé Seele                       | DE3 (6 Wo.)DE | AT10 (3 Wo.)AT | CH13 (3 Wo.)CH | Erstveröffentlichung: 16. Oktober 2020 feat. Nimo                              |
| 2020 | Ben elimi sana verdim Seele        | DE13 (2 Wo.)DE | AT23 (1 Wo.)AT | CH58 (1 Wo.)CH | Erstveröffentlichung: 30. Oktober 2020                                         |
| 2021 | Double Cup Hidden Loc.             | DE43 (1 Wo.)DE | — | CH56 (1 Wo.)CH | Erstveröffentlichung: 25. November 2021                                        |
| 2022 | 3AM Hidden Loc.                    | DE25 (2 Wo.)DE | AT62 (1 Wo.)AT | CH69 (1 Wo.)CH | Erstveröffentlichung: 27. Januar 2022                                          |
| 2022 | Rapstars Hidden Loc.               | DE10 (4 Wo.)DE | AT31 (2 Wo.)AT | CH39 (1 Wo.)CH | Erstveröffentlichung: 3. März 2022 feat. Jamule                                |
| 2022 | Konum Gizli Hidden Loc.            | DE25 (2 Wo.)DE | AT61 (1 Wo.)AT | CH74 (1 Wo.)CH | Erstveröffentlichung: 12. Mai 2022 feat. Murda                                 |
| 2022 | Du & ich Hidden Loc.               | DE49 (1 Wo.)DE | — | — | Erstveröffentlichung: 21. Juli 2022                                            |
| 2023 | Favorites Hidden Loc.              | DE27 (3 Wo.)DE | AT53 (1 Wo.)AT | CH46 (1 Wo.)CH | Erstveröffentlichung: 25. Mai 2023 feat. Marlo                                 |
| 2023 | Sor bize Hidden Loc.               | DE— aDE | — | — | Erstveröffentlichung: 22. Juni 2023                                            |
| 2023 | Savage Renaissance                 | DE71 (1 Wo.)DE | — | CH84 (1 Wo.)CH | Erstveröffentlichung: 23. November 2023 feat. Tion Wayne                       |
| 2024 | Bullet Renaissance                 | DE6 (4 Wo.)DE | AT15 (2 Wo.)AT | CH26 (1 Wo.)CH | Erstveröffentlichung: 4. Januar 2024 feat. Ayliva                              |
| 2024 | Leben lang Renaissance             | DE39 (2 Wo.)DE | AT68 (1 Wo.)AT | CH53 (1 Wo.)CH | Erstveröffentlichung: 11. April 2024                                           |
| 2024 | Qualité Renaissance                | DE55 (1 Wo.)DE | — | — | Erstveröffentlichung: 11. Juli 2024                                            |
| 2024 | Van Cleef Renaissance              | DE— bDE | — | — | Erstveröffentlichung: 1. August 2024                                           |
| 2024 | Island Chick Renaissance           | DE26 (2 Wo.)DE | AT72 (1 Wo.)AT | CH42 (1 Wo.)CH | Erstveröffentlichung: 29. August 2024 feat. Jazeek                             |
| 2024 | Tell ’em Renaissance               | — | — | — | Erstveröffentlichung: 26. September 2024 feat. Marlo                           |
| 2024 | Brazano / Chemistry –              | — | — | — | Erstveröffentlichung: 18. Oktober 2024                                         |
| 2025 | Rauch –                            | — | — | — | Erstveröffentlichung: 3. Februar 2025                                          |
| 2025 | Diadem –                           | DE37 (1 Wo.)DE | — | — | Erstveröffentlichung: 10. April 2025                                           |
| 2025 | Uçurum –                           | DE22 (… Wo.)DE | AT26 (… Wo.)AT | — | Erstveröffentlichung: 24. Juli 2025                                            |
| Folgende Lieder erschienen nicht als Single, wurden aber durch das Album zum Download und Streaming bereitgestellt und konnten somit eine Platzierung erlangen: |                                    | | | |                                                                                |
| |                                    | | | |                                                                                |
| 2019 | Jay Jay Ya Hero Ya Mero            | DE5 (8 Wo.)DE | AT6 (6 Wo.)AT | CH11 (5 Wo.)CH | Charteinstieg: 22. März 2019                                                   |
| 2019 | Träume werden wahr Ya Hero Ya Mero | DE7 (4 Wo.)DE | — | — | Charteinstieg: 22. März 2019 feat. Brado                                       |
| 2019 | Wie Buffon Ya Hero Ya Mero         | DE8 (3 Wo.)DE | AT8 (1 Wo.)AT | CH19 (1 Wo.)CH | Charteinstieg: 22. März 2019                                                   |
| 2019 | Hops Ya Hero Ya Mero               | DE12 (3 Wo.)DE | — | — | Charteinstieg: 22. März 2019                                                   |
| 2019 | Gib ihn Ya Hero Ya Mero            | DE18 (2 Wo.)DE | — | — | Charteinstieg: 22. März 2019                                                   |
| 2019 | Mill’n Ya Hero Ya Mero             | DE19 (2 Wo.)DE | — | — | Charteinstieg: 22. März 2019                                                   |
| 2019 | Auf dem Weg Ya Hero Ya Mero        | DE22 (2 Wo.)DE | — | — | Charteinstieg: 22. März 2019                                                   |
| 2019 | Enes Meral Ya Hero Ya Mero         | DE26 (2 Wo.)DE | — | — | Charteinstieg: 22. März 2019                                                   |
| 2019 | Intro Ya Hero Ya Mero              | DE35 (1 Wo.)DE | — | — | Charteinstieg: 22. März 2019                                                   |
| 2019 | QDH Family Unikat                  | DE45 (1 Wo.)DE | AT59 (1 Wo.)AT | CH99 (1 Wo.)CH | Charteinstieg: 4. Oktober 2019                                                 |
| 2020 | Bitte geh Seele                    | DE14 (5 Wo.)DE | AT33 (2 Wo.)AT | CH37 (2 Wo.)CH | Videoauskopplung: 4. Dezember 2020 Charteinstieg: 11. Dezember 2020 feat. Elif |
| 2023 | Nie vorher Hidden Loc.             | DE97 (1 Wo.)DE | — | — | Charteinstieg: 28. Juli 2023                                                   |

### Als Gastmusiker
| Jahr | Titel Album                   | Höchstplatzierung, Gesamtwochen, AuszeichnungChartplatzierungen (Jahr, Titel, Album, Platzierungen, Wochen, Auszeichnungen, Anmerkungen) | Höchstplatzierung, Gesamtwochen, AuszeichnungChartplatzierungen (Jahr, Titel, Album, Platzierungen, Wochen, Auszeichnungen, Anmerkungen) | Höchstplatzierung, Gesamtwochen, AuszeichnungChartplatzierungen (Jahr, Titel, Album, Platzierungen, Wochen, Auszeichnungen, Anmerkungen) | Anmerkungen                                                                               |
| Jahr | Titel Album                   | DE | AT | CH | Anmerkungen                                                                               |
| --- | ----------------------------- | --- | --- | --- | ----------------------------------------------------------------------------------------- |
| 2019 | Ferrari Fuchs                 | DE1 Gold · (12 Wo.)DE | AT1 (10 Wo.)AT | CH1 (7 Wo.)CH | Erstveröffentlichung: 8. Februar 2019 Verkäufe: + 200.000; Eno feat. Mero                 |
| 2019 | Kein Plan King Lori           | DE1 Gold · (13 Wo.)DE | AT2 Gold · (10 Wo.)AT | CH4 Gold · (8 Wo.)CH | Erstveröffentlichung: 6. September 2019 Verkäufe: + 225.000; Loredana feat. Mero          |
| 2019 | Kafa Leyla DB1                | DE9 (4 Wo.)DE | AT12 (3 Wo.)AT | CH19 (2 Wo.)CH | Erstveröffentlichung: 8. November 2019 Brado feat. Mero                                   |
| 2021 | Regen Ali                     | DE33 (1 Wo.)DE | AT60 (1 Wo.)AT | CH85 (1 Wo.)CH | Erstveröffentlichung: 22. Januar 2021 Ali471 feat. Mero                                   |
| 2021 | Gece Gündüz –                 | DE36 (2 Wo.)DE | AT48 (1 Wo.)AT | CH79 (1 Wo.)CH | Erstveröffentlichung: 29. Januar 2021 Murda feat. Mero                                    |
| 2023 | Sie weiß Schwarzes Herz       | DE1 Platin · (58 Wo.)DE | AT1 ×2Doppelplatin · (22 Wo.)AT | CH3 ×2Doppelplatin · (15 Wo.)CH | Erstveröffentlichung: 6. Januar 2023 Verkäufe: + 700.000; Ayliva feat. Mero               |
| 2023 | Karma –                       | DE12 (4 Wo.)DE | AT18 (2 Wo.)AT | CH16 (2 Wo.)CH | Erstveröffentlichung: 28. April 2023 Samra feat. Mero                                     |
| 2023 | Hot Baklava Germany –         | DE72 (1 Wo.)DE | — | — | Erstveröffentlichung: 4. August 2023 Geenaro & Ghana Beats feat. Ezhel, Mero & Summer Cem |
| 2023 | Ararım Yarın –                | DE— cDE | — | — | Erstveröffentlichung: 10. August 2023 Murda feat. Mero                                    |
| 2023 | Baile Funk im Blut Ninetynine | DE25 (5 Wo.)DE | AT70 (1 Wo.)AT | CH38 (1 Wo.)CH | Erstveröffentlichung: 25. August 2023 Jazeek feat. Mero                                   |
| 2023 | Block Life –                  | — | AT72 (1 Wo.)AT | — | Erstveröffentlichung: 15. September 2023 Voyage feat. Mero                                |
| 2023 | Psycho –                      | DE65 (1 Wo.)DE | — | — | Erstveröffentlichung: 9. November 2023 Capo feat. Mero                                    |
| 2023 | Imaginando –                  | DE92 (1 Wo.)DE | — | — | Erstveröffentlichung: 7. Dezember 2023 Eno feat. Mero & Morad                             |
| 2024 | Madness & Badness –           | DE100 (1 Wo.)DE | — | — | Erstveröffentlichung: 10. Mai 2024 Marlo feat. Mero & Murda                               |
| 2024 | So wie du –                   | DE43 (2 Wo.)DE | — | — | Erstveröffentlichung: 23. Mai 2024 Milano feat. Mero                                      |
| 2024 | Blutbad –                     | DE40 (1 Wo.)DE | — | CH91 (1 Wo.)CH | Erstveröffentlichung: 27. November 2024 Amo feat. Mero                                    |
| Folgende Lieder erschienen nicht als Single, wurden aber durch das Album zum Download und Streaming bereitgestellt und konnten somit eine Platzierung erlangen: |                               | | | |                                                                                           |
| |                               | | | |                                                                                           |
| 2020 | Hayati Vintage                | DE10 (4 Wo.)DE | AT31 (2 Wo.)AT | CH23 (2 Wo.)CH | Charteinstieg: 27. März 2020 Soolking feat. Mero                                          |

## Musikvideos
| Jahr | Titel                 | Regie                         |
| ---- | --------------------- | ----------------------------- |
| 2018 | Baller los            | MG Video                      |
| 2019 | Hobby Hobby           | Jakub Rzucidlo                |
| 2019 | Ferrari               | Michael Jackson               |
| 2019 | Wolke 10              | Jakub Rzucidlo, Tatjana Wenig |
| 2019 | Olabilir              | Leeroy                        |
| 2019 | Mein Kopf             | Arif Baynaz                   |
| 2019 | Olé Olé               | Leeroy                        |
| 2019 | No Name               |                               |
| 2019 | Kein Plan             | Fati.TV                       |
| 2019 | Meine Hand            | Daniel Zlotin                 |
| 2019 | Kafa Leyla            | Leeroy                        |
| 2020 | Bogota                | Plug                          |
| 2020 | Ohne dich             | Kevin Jerome                  |
| 2020 | Perspektive           | Leeroy                        |
| 2020 | Désolé                | Henning „Imun“ Brix           |
| 2020 | Ben elimi sana verdim | Max Elyx                      |
| 2020 | Bitte geh             | Imran Sonan, Farhan Sonan     |
| 2021 | Regen                 | Max Elyx                      |
| 2021 | Gece Gündüz           | Jonas Beck                    |
| 2021 | Double Cup            | Adal Giorgis                  |
| 2022 | 3AM                   | Adal Giorgis                  |
| 2022 | Rapstars              | Alyh2022                      |
| 2022 | Konum Gizli           | Jonas Beck                    |
| 2022 | Du & ich              | Cenan Çelik                   |
| 2023 | Sie weiß              | Milos Savic                   |
| 2023 | Karma                 | Lux Movie                     |
| 2023 | Favorites             |                               |
| 2023 | Sor bize              | Jonas Beck                    |
| 2023 | Hot Baklava           | Lucca Mille                   |
| 2023 | Ararım Yarın          | Jonas S. Beck                 |
| 2023 | Baile Funk im Blut    | Kaan Eray Aslim               |
| 2023 | Block Life            | Leonard Firstner, Malosamo    |
| 2023 | Psycho                | Mert Dan                      |
| 2023 | Savage                |                               |
| 2023 | Imaginando            | Cambaykitchen                 |
| 2024 | Bullet                | Yuri Löber                    |
| 2024 | Leben lang            | Dilnas                        |
| 2024 | Madness & Badness     | Lucca Mille                   |
| 2024 | So wie du             | Alldifferent                  |
| 2024 | Qualité               | Jakub Rzucidlo                |
| 2024 | Van Cleef             | Janne Rieck                   |
| 2024 | Island Chick          | Jakub Rzucidlo                |
| 2024 | Tell ’em              |                               |
| 2024 | Blutbad               | Dilnas, Taylo                 |
| 2025 | Diadem                | Mert Dan                      |
| 2025 | Uçurum                | Mert Dan                      |

## Promoveröffentlichungen
| Jahr | Titel Album   | Anmerkungen |
| ---- | ------------- | --- |
| 2024 | Olympique M – | Erstveröffentlichung: 16. August 2024 Teil der „64-Bars“-Reihe; #1 der deutschen Single-Trend-Charts am 23. August 2024 |

## Sonderveröffentlichungen
| Jahr | Titel Album                   | Anmerkungen                                                  |
| ---- | ----------------------------- | ------------------------------------------------------------ |
| 2019 | Ferrari Fuchs                 | Erstveröffentlichung: 3. Mai 2019 Eno feat. Mero             |
| 2019 | Kein Plan King Lori           | Erstveröffentlichung: 13. September 2019 Loredana feat. Mero |
| 2020 | Kafa Leyla DB1                | Erstveröffentlichung: 28. Februar 2020 Brado feat. Mero      |
| 2020 | Hayati Vintage                | Erstveröffentlichung: 20. März 2020 Soolking feat. Mero      |
| 2021 | Regen Ali                     | Erstveröffentlichung: 21. Mai 2021 Ali471 feat. Mero         |
| 2023 | Sie weiß Schwarzes Herz       | Erstveröffentlichung: 25. August 2023 Ayliva feat. Mero      |
| 2024 | Baile Funk im Blut Ninetynine | Erstveröffentlichung: 12. Januar 2024 Jazeek feat. Mero      |

## Statistik

### Chartauswertung
|                     | DE    | AT    | CH    |
| ------------------- | ----- | ----- | ----- |
| Nummer-eins-Alben   | DE1DE | AT1AT | CH1CH |
| Top-10-Alben        | DE3DE | AT2AT | CH1CH |
| Alben in den Charts | DE5DE | AT4AT | CH5CH |

|                       | DE     | AT     | CH     |
| --------------------- | ------ | ------ | ------ |
| Nummer-eins-Singles   | DE6DE  | AT5AT  | CH1CH  |
| Top-10-Singles        | DE16DE | AT11AT | CH6CH  |
| Singles in den Charts | DE54DE | AT36AT | CH37CH |

### Auszeichnungen für Musikverkäufe
Anmerkung: Auszeichnungen in Ländern aus den Charttabellen bzw. Chartboxen sind in ebendiesen zu finden.
| Land/RegionAuszeichnungen für Musikverkäufe (Land/Region, Auszeichnungen, Verkäufe, Quellen) | Gold     | Platin     | Verkäufe  | Quellen                    |
| -------------------------------------------------------------------------------------------- | -------- | ---------- | --------- | -------------------------- |
| Deutschland (BVMI)                                                                           | 3× Gold3 | 3× Platin3 | 2.000.000 | musikindustrie.de          |
| Österreich (IFPI)                                                                            | 2× Gold2 | 4× Platin4 | 150.000   | ifpi.at                    |
| Schweiz (IFPI)                                                                               | 2× Gold2 | 2× Platin2 | 60.000    | hitparade.ch musikwoche.de |
| Insgesamt                                                                                    | 7× Gold7 | 9× Platin9 |           |                            |